# 2007年反對人大否決普選遊行
2007年反對人大否決普選遊行是香港泛民主派在2007年12月29日舉行的一次爭取2012年雙普選遊行。

## 背景
在2007年12月29日，人大常委發表草案，指出香港可以在2017年普選香港特別行政區行政長官，2020年普選立法會全部議員。而2012年雙普選的方案則被否決，但可以按基本法修改，而立法會功能組別和分區直選比例維持不變，即一半一半，在普選行政長官後，可以普選立法會全部議席。
這引起泛民主派不滿，並先於當日下午進行2007年反對人大否決普選遊行。由立法會出發，經入境處大樓空地到禮賓府，有近7,000人參加。

## 遊行主題
爭取2012雙普選

## 路線
由立法會出發，經入境事務大樓空地到禮賓府。

## 人數
當日主辦單位稱有7000人參加，而警方則指有5000人參加。